# キタシロサイ
キタシロサイ（北白犀、英表記:northern white rhinocerosまたは northern square-lipped rhinoceros、学名:Ceratotherium simum cottoni）は、シロサイの亜種である。
元々はアフリカ大陸中央部に分布し、1960年代には約1200頭が棲息していた。棲息地の環境破壊、角を装飾品や漢方薬材料にするための密猟が1970年代から酷くなって数を減らし、1990年代初頭には個体数が1000以下となる。1990年代後半の内乱後、ほぼ姿を消し、2008年に野生絶滅となる。
2018年3月に最後のオス「スーダン」が死亡したが、精子は冷凍保存され残っている。その死によって、生存するキタシロサイの個体はスーダン自身の娘と孫にあたる2頭のメスのみとなった。2頭はケニアの施設で保護されているが、母親は高齢のため妊娠・出産の適齢期を過ぎている。
日本の大阪大学大学院医学系研究科の研究者らによる国際チームは2022年、キタシロサイのiPS細胞から卵子や精子のもととなる始原生殖細胞様細胞（PGC様細胞）の作製に成功したと発表した。研究チームは5年をメドに、これを卵子として育成して、凍結保存されている精子と体外受精させ、ミナミシロサイを代理母として出産させ、キタシロサイの完全絶滅の回避を目指す計画である。2024年2月に体外受精に成功した。